# Paraleptastacus caspicus
Paraleptastacus caspicus is een eenoogkreeftjessoort uit de familie van de Leptastacidae. De wetenschappelijke naam van de soort is voor het eerst geldig gepubliceerd in 1973 door Sterba.